# Безіґгайм
Безігайм (нім. Besigheim) — громада в Німеччині, знаходиться в землі Баден-Вюртемберг. Підпорядковується адміністративному округу Штутгарт. Входить до складу району Людвігсбург.
Площа —  км2. Населення становить 12 643 ос. (станом на 31 грудня 2020).